# Thymus oehmianus
Thymus oehmianus  (лат.) — реликтовый вид двудольных растений рода Тимьян (Thymus) семейства Яснотковые (Lamiaceae). Впервые описан в 1938 году.

## Распространение
Эндемик  каньона Матка в долине реки Треска на севере Северной Македонии.

## Ботаническое описание
Почвопокровный полукустарник высотой до 5—15 см, хамефит по Раункиеру.
Листья широкояйцевидной формы, длиной 0,8—1,2 см; основание сердцевидное или усечённое.
Соцветие колосовидное, цветки розовато-фиолетового цвета.
Цветёт летом. Размножение семенное (посев весенний, поверхностный) или делением либо черенкованием после цветения.

## Охранный статус
В Красный список растений Международного союза охраны природы 1997 года внесён в статусе исчезнувшего. По данным северомакедонских исследователей, эта информация ошибочна, поскольку в каньоне Матка популяция тимьяна продолжает существовать.